# Franz Cisar
Franz Cisar (ur. 28 listopada 1908, zm. 10 sierpnia 1943 w Łokocie) – austriacki piłkarz, reprezentant kraju, grający na pozycji obrońcy.

## Kariera klubowa
Franz Cisar rozpoczął karierę w Hercie Wiedeń. Ze 103 golami w 24 meczach i tylko jedną porażką, w 1927 klub awansował do pierwszej ligi. Cisar zajął 6. miejsce w swoim pierwszym sezonie w pierwszej lidze z Herthą i został najlepszym strzelcem swojego klubu z 16 bramkami. 
Franz Cisar w 1929 roku przeniósł się do Wiener AC. Wraz z kolegami udało mu się zdobyć Puchar Austrii w 1931. W tym samym roku Wiener dotarło do finału Pucharu Mitropa. W kolejnym sezonie Cisar również dotarł ze swoim klubem do finału pucharu Austrii, ale przegrał z Admirą Wiedeń 1:6. Cisar opuścił klub w 1935. 
Cisar następnie grał w Moravská Slavia Brno przez jeden sezon, zanim przeniósł się do FC Metz we Francji. W 1937 wrócił do Czechosłowacji i grał w SK Prostějov, w którym po sezonie zakończył piłkarską karierę.

## Kariera reprezentacyjna
Cisar w reprezentacji Austrii zadebiutował 1 października 1933 w zremisowanym 2:2 spotkaniu z Węgrami. 
Rok później został powołany na Mistrzostwa Świata. Wystąpił w 4 spotkaniach z Francją, Węgrami, Włochami. Zagrał także w przegranym 2:3 spotkaniu o 3. miejsce z Niemcami. 
Mecz z Niemcami było ostatnim w drużynie narodowej dla Cisara, który w latach 1933–1934 wystąpił w 9 spotkaniach. 
| Mecze i gole w reprezentacji Austrii | Mecze i gole w reprezentacji Austrii | Mecze i gole w reprezentacji Austrii | Mecze i gole w reprezentacji Austrii | Mecze i gole w reprezentacji Austrii | Mecze i gole w reprezentacji Austrii | Mecze i gole w reprezentacji Austrii |
| #                                    | Data                                 | Miasto                               | Przeciwnik                           | Gol                                  | Wynik                                | Rozgrywki                            |
| ------------------------------------ | ------------------------------------ | ------------------------------------ | ------------------------------------ | ------------------------------------ | ------------------------------------ | ------------------------------------ |
| 1.                                   | 01.10.1933                           | Wiedeń                               | Węgry                                |                                      | 2:2                                  | towarzyski                           |
| 2.                                   | 10.12.1933                           | Amsterdam                            | Holandia                             |                                      | 1:0                                  | towarzyski                           |
| 3.                                   | 11.02.1934                           | Turyn                                | Włochy                               |                                      | 4:2                                  | Puchar Europy Środkowej              |
| 4.                                   | 15.04.1934                           | Wiedeń                               | Węgry                                |                                      | 5:2                                  | towarzyski                           |
| 5.                                   | 25.04.1934                           | Wiedeń                               | Bułgaria                             |                                      | 6:1                                  | El. MŚ 1934                          |
| 6.                                   | 27.05.1934                           | Turyn                                | Francja                              |                                      | 3:2                                  | MŚ 1934                              |
| 7.                                   | 31.05.1934                           | Bologna                              | Węgry                                |                                      | 2:1                                  | MŚ 1934                              |
| 8.                                   | 03.06.1934                           | Mediolan                             | Włochy                               |                                      | 0:1                                  | MŚ 1934                              |
| 9.                                   | 07.06.1934                           | Neapol                               | III Rzesza                           |                                      | 2:3                                  | MŚ 1934                              |

## Śmierć
Podczas drugiej wojny światowej Cisar służył jako „Obergefreiter” (kapral) w pułku czołgów Wehrmachtu. Mając 34 lata, 10 sierpnia 1943, zginął w akcji na froncie wschodnim w ZSRR.

## Sukcesy
Hertha Wien
- Mistrzostwo 2. Ligi (1): 1926/27

Wiener AC
- Puchar Austrii (1): 1930/31
- Finał Pucharu Mitropa (1): 1931